# Sandnes, Agder
Sandnes är en ort i Risørs kommun i Agder fylke i södra Norge. Orten ligger vid fylkesväg 3438, på den södra sidan av Sandnesfjorden.
Tidigare har orten tillhört dåvarande Søndeleds kommun.